# Vejle Fjordsvøm
Vejle Fjordsvøm er et åbent vand-svømningsarrangement som foregår i Vejle hvert år i august måned. Det er arrangeret af Vejle Svømmeklub Triton, og går ud på at deltagerne skal svømme over Vejle Fjord. Svømningen foregår på den østlige side af Vejlefjordbroen, med start fra sydsiden af fjorden og mål ved Albuen Strand på fjordens nordlige side. I lige linje er turen ca. 1,3 km, men afhængig af vind og strøm, kan svømmerne risikere at svømme noget længere. Ved de første arrangementer blev deltagerne kørt i busser fra målområdet ved Albuen til startstedet på sydsiden af fjorden. De seneste par år er deltagerne i stedet blevet sejlet over fjorden af Match Racing Denmark.
Vejle Fjordsvøm blev første gang afholdt i 2005, og var på daværende tidspunkt det eneste officielle åbent vand-svømmearrangement i Danmark. Ved det første arrangement gennemførte 110 deltagere distancen. I 2013 havde arrangementer 518 deltagere.
Ved arrangementet i 2013 omkom en 52-årig kvinde. Det er første gang en svømmer omkommer ved et åbent vand-arrangement i Danmark.